# Галатские цари
Кельтские (галльские) правители в 276 до н. э. — 20 н. э. в Галатии (центральная часть Малой Азии).

## Предводители кельтских (галатских) племён во Фракии и Македонии
- до 281-279 до н. э.: Болгий[англ.] (предводитель галлов в Македонии и Иллирии; погиб в битве при Фермопилах).
- до 281-279 до н. э.: Бренн (предводитель галлов в Пеонии; погиб в битве при Фермопилах)[1].
- до 281-279 до н. э.: Акихор (предводитель галлов в Пеонии; погиб в битве при Фермопилах) [возможно, одно лицо с Бренном].
- до 281-277 до н. э.: Церетрий (предводитель галлов в Трибаллии и Фракии; погиб в битве с Антигоном II Гонатом при Лисимахии).

## Галатские цари в Тилисе
После поражений галльских племён в битвах при Фермопилах (278) и Лисимахии (277) большая часть галлов переселилась в Малую Азию (Галатию). Часть галлов во главе с Комонторием осталась во Фракии, основав царство в Тилисе (современный Тулово в Болгарии).
- 278-250 до н. э.: Комонторий, возможно, сын Церетрия или Акихора.
- 235-218 до н. э.: Кавар, сын Ариофарна.

В 218 до н. э. Тилис разрушен фракийцами, в результате чего местное галльское царство прекратило своё существование.

## Предводители галатского переселения в Малую Азию
- ок. 278 до н. э.: Лиутар[укр.] (вождь вольков-тектосагов).
- ок. 278 до н. э.: Леоннар[англ.] (вождь вольков-тектосагов).

## Тетрархи галатских племён (228-64 до н. э.)
После окончательного поражения от Аттала I Пергамского территория Галатии стабилизировалась. Власть от военных вождей перешла к вождям главных племён — тектосагов, толистобогов и трокмов, каждое из которых управлялось четырьмя тетрархами. Таким образом, вся страна находилась в одновременном управлении 12 соправителей. К сожалению, из-за отсутствия местной чеканки монет и местных письменных источников, хронология правления тетрархов очень фрагментарна и основана на скудных свидетельствах иноземных источников.
- ок. 189 до н. э.: Эпосогнат (один из тетрархов тектосагов).
- ок. 189 до н. э.: Ортиагонт[нем.] (один из тетрархов толистобогов).
- ок. 180 до н. э.: Гайзаторикс (один из тетрархов тектосагов или толистобогов; союзник Фарнака I понтийского; царь северо-западной Пафлагонии 182—179 до н. э.).
- ок. 180 до н. э.: Карсигнат, возможно, сын Эпосогната (один из тетрархов тектосагов; союзник Фарнака I понтийского).

К Пергаму в 183/179-168 и 167—166 до н. э.…
- ок. 120 до н. э.: Дейотар Старший (один из тетрархов толистобогов или трокмов).
- ок. 100 до н. э.: Синорикс, сын Дейотара Старшего и Адобогионы I (один из тетрархов толистобогов).
- ок. 100 до н. э.: Брогитар Старший, сын Дейотара Старшего и Адобогионы I (один из тетрархов трокмов).
- ок. 86 - 85 до н. э.: Эпоредориг (тетрарх тосиопов).
- ок. 80 до н. э.: Дейотар Младший, сын Брогитара (один из тетрархов трокмов).
- ок. 80 до н. э.: Таркондар (один из тетрархов тектосагов).
- ок. 75 до н. э.: Дейотар I Филоромей [Друг Римлян], сын Синорикса (один из тетрархов толистобогов; царь Галатии с 64 до н. э.).
- ок. 70 до н. э.: Брогитар I[англ.], сын Дейотара Младшего, муж Адобогионы III (дочери Дейотара I) (один из тетрархов трокмов; царь Галатии с 58 до н. э.).
- ок. 70 до н. э.: Кастор I[пол.], сын Таркондара, муж Стратоники (дочери Дейотара I) (один из тетрархов тектосагов; с 64 до н. э. — тетрарх тектосагов).
- ок. 70 до н. э.: Домнилай I, сын Таркондара (один из тетрархов тектосагов; с 64 до н. э. — тетрарх тосиоперов).

В 64 до н. э. римский полководец Помпей дал Галатии «правильное устройство», согласно которому она была разделена на 4 части (территории прежних «главных» племён [тектосагов, толистобогов, трокмов] с добавлением одного из подразделений тектосагов — тосиоперов), каждая из которых управлялась своим тетрархом. Впоследствии некоторые из тетрархов получили титул царей во всей Галатии или в её части.

## Тетрархи племени толистобогов
Дейотариды
- 64 — 40 до н. э.: Дейотар I Филоромей [Друг Римлян], сын Синорикса (царь Галатии в 64-40 до н. э.).

Таркондариды
- 40 — 36 до н. э.: Кастор II[пол.], сын Кастора I и Стратоники (дочери Дейотара I) (царь Пафлагонии 40-36 до н. э.).

Дийталиды
- 36 — 25 до н. э.: Аминта I, сын Дийтала (секретаря Дейотара I) (царь Галатии 36-25 до н. э.).

К Риму с 25 до н. э..

## Тетрархи племени текстосагов
Таркондариды
- 64 — 43 до н. э.: Кастор I, сын Таркондара, муж Стратоники (дочери Дейотара I).
- 43 — 36 до н. э.: Кастор II, сын Кастора I и Стратоники (дочери Дейотара I), муж Адобогионы IV (дочери Брогитара I) (царь Пафлагонии 40-36 до н. э.).

Дийталиды
- 36 — 25 до н. э.: Аминта I, сын Дийтала (секретаря Дейотара I) (царь Галатии 36-25 до н. э.).

К Риму с 25 до н. э..

## Тетрархи племени трокмов
Дейотариды
- 64 — 52 до н. э.: Брогитар I, сын Дейотара Младшего, зять Дейотара I (царь Галатии 58-52 до н. э.).
- 52 — 47 до н. э.: Дейотар II[укр.] Филопатор [Любящий Отца], сын Дейотара I и Береники (внучки Стратоники, дочери Аттала III пергамского) (царь Галатии 52-43 до н. э.) [1й раз].

Менодотиды
- 47 — 45 до н. э.: Митридат I, сын Менодота (из Пергама) и Адобогионы II (сестры Брогитара I) [называл себя внебрачным сыном Митридата VI понтийского] (царь Галатии 46-45 до н. э.).

Дейотариды
- 45 — 43 до н. э.: Дейотар II Филопатор [Любящий Отца], сын Дейотара I и Береники (внучки Стратоники, дочери Аттала III пергамского) (царь Галатии 52-43 до н. э.) [2й раз].

Таркондариды
- 43 — 36 до н. э.: Бригат I, сын Кастора I и Стратоники (дочери Дейотара I) (царь Галатии 40-36 до н. э.).
- 36 до н. э. — 20 н. э.: Аминта II, сын Бригата I и дочери Аминты I.

К Риму с 20 н. э..

## Тетрархи племени тосиоперов
Таркондариды
- 64 — 48 до н. э.: Домнилай I, сын Таркондара, брат Кастора I.
- 48 — 31 до н. э.: Адиаторикс I, сын Домнилая I (теократ Пессинунта с 50 до н. э., царь Гераклеи Понтийской с 36 до н. э.; свергнут и казнён римлянами).

Дийталиды
- 31 — 25 до н. э.: Аминта I, сын Дийтала (секретаря Дейотара I) (царь Галатии 36-25 до н. э.).

К Риму с 25 до н. э..

## Цари Галатии
Дейотариды
- 64-40 до н. э.: Дейотар I Филоромей [Друг Римлян], сын Синорикса (царь Понта 64-48 и 47-40 до н. э.; царь Малой Армении 52-48 до н. э.).
- 58-52 до н. э.: Брогитар I, сын Дейотара Младшего, зять Дейотара I (царь Малой Армении 64-52 до н. э.).
- 52-43 до н. э.: Дейотар II Филопатор [Любящий Отца], сын Дейотара I и Береники (внучки Стратоники, дочери Аттала III пергамского) (царь Понта 52-48 и 47-43 до н. э.).

Менодотиды
- 46-45 до н. э.: Митридат I, сын Менодота (из Пергама) и Адобогионы II (сестры Брогитара I) [называл себя внебрачным сыном Митридата VI понтийского] (царь Понта 47-47 до н. э. [претендент]; царь Боспора и Колхиды 47-45 до н. э.).

Таркондариды
- 40-36 до н. э.: Бригат I, сын Кастора I и Стратоники (дочери Дейотара I).

Дийталиды
- 36-25 до н. э.: Аминта I, сын Дийтала (секретаря Дейотара I) (царь Писидии с 39 до н. э.; царь Галатии, Ликаонии, Памфилии с 36 до н. э.; царь Киликии Трахеи с 31 до н. э.).

К Риму с 25 до н. э..

## Галатские цари Пафлагонии
Морзиды
- ок. 200-170 до н. э.: Морзий I (в 182-179 правил в юго-восточной части страны).
  - 182-179 до н. э.: Гайзаторикс (союзник Фарнака I понтийского; правил в северо-западной части страны).
- ок. 170-150 до н. э.: Морзий II, сын Морзия I.
- ок. 150-140 до н. э.: Пилемен I, сын или брат Морзия II.
- ок. 140-130 до н. э.: Пилемен II, сын Пилемена I (завещал царство Понту).

К Понту в 130—119 до н. э..
Морзиды
- 119-108 до н. э.: Астреодонт I, родственник (возможно, брат) Пилемена II.

К Вифинии (внутренние области) в 108-89 до н. э. (приморские области отошли к Понту.
К Понту в 89-84 до н. э..
К Вифинии в 84-74 до н. э..
К Риму в 74-73 до н. э..
К Понту в 73-70 до н. э..
К Риму в 70-68 до н. э..
К Понту в 68-66 до н. э..
К Риму в 66-65 до н. э..
Цари из вифинской династии в 65-48 до н. э..
К Понту в 48-47 до н. э..
Цари из вифинской династии в 47-40 до н. э..
Таркондариды
- 40 — 36 до н. э.: Кастор I (II) Галатский, сын Кастора I (тетрарха тектосагов в Галатии) и Стратоники (дочери Дейотара I галатского, тетрарха толистобогов в Галатии, затем царя Галатии).

К Риму (во владении Марка Антония) в 36-31 до н. э..
Таркондариды
- 31 — 6 до н. э.: Дейотар[укр.] Филадельф, сын Кастора I (II).
- 31 — 27 до н. э.: Дейотар II (IV) Филопатор, сын Дейотара I (III) [соправитель отца].

К Риму с 6 до н. э..